# 出井伸之

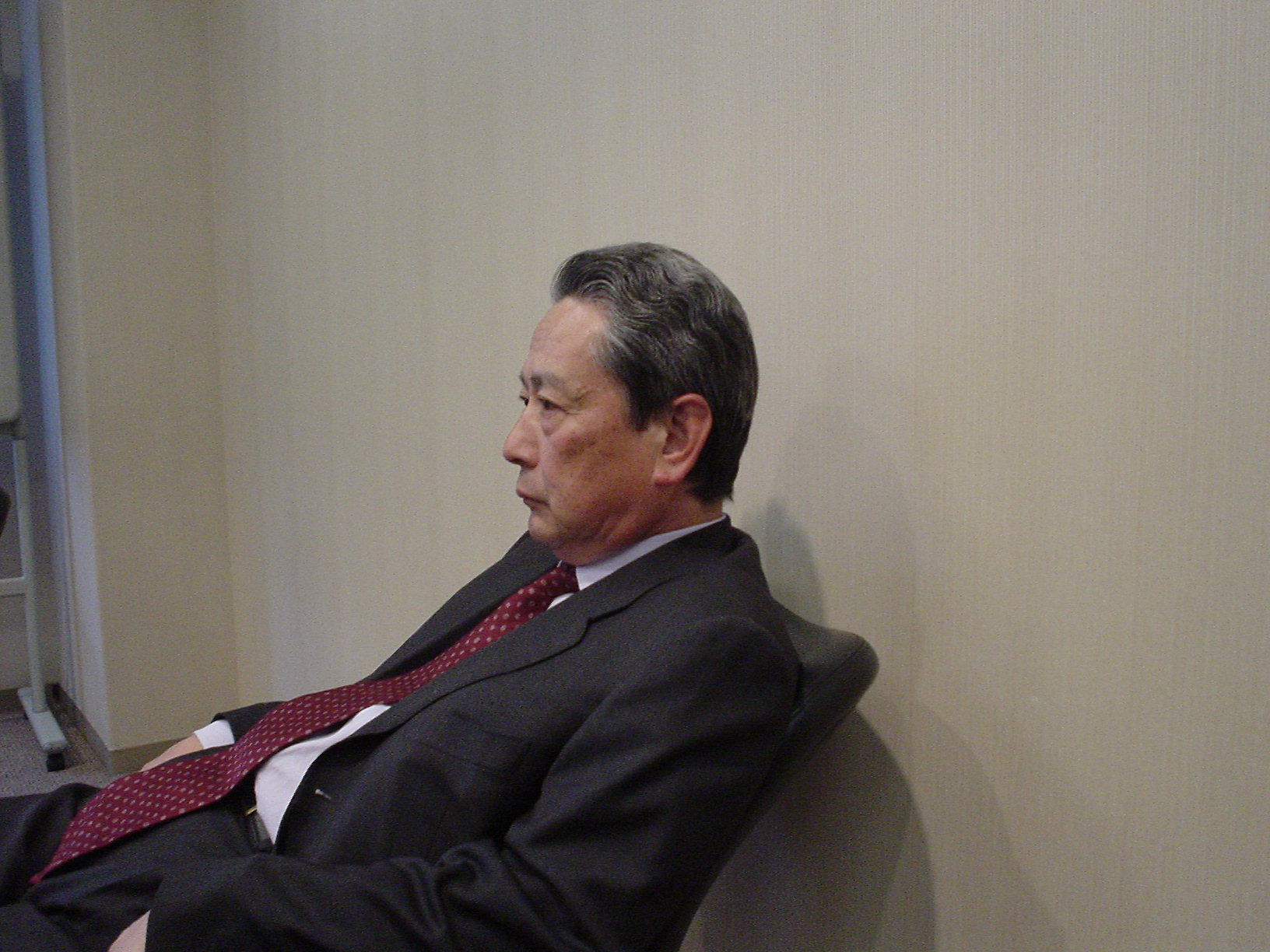
出井伸之

出井伸之（1937年11月22日—2022年6月2日），日本索尼（SONY）前會長兼CEO，前日本經濟團體連合會副会長。

## 家庭
父親是著名的日本早稻田大学經濟學教授出井盛之。索尼創辦人井深大的女婿。

## 生平
出生於東京，畢業於早稻田大學政治經濟部。1960年進入了索尼公司，1962年至瑞士日内瓦高级国际关系学院留學。前後兩次被派至瑞士工作後，1968～1972年調任法國，成立SONY FRANCE。之後，歷經視聽事業部的部長等職，於1989年擔任董事，1989年升任常務董事。
1995年4月起至2005年6月，繼大賀典雄之後，榮任社長，在索尼10年任內積極改革索尼公司，在管理上採用美式管理制度，並提高外部董事，在營運策略上以「Digital Dream Kids」為口號，積極推動索尼公司的數位化、網路化工程。使索尼從家電品牌跨入資訊科技產業，並在索尼2001年財務報上，創下史上最大市值。
但因錯失液晶面板技術，以及電子產品價格不斷壓縮等因素，並對於公司理想性過於超前，2003年4月，索尼公佈2002財政年度報表，公司鉅額虧損的消息披露後，索尼危機開始浮現檯面，引發了索尼衝擊(Sony Shock)，索尼股票連續2天跌停25%，並誘發日本股市的高科技股紛紛跳水，帶動日經指數大幅下跌，震撼了日本股市，高科技公司的股票紛紛遭到拋售。出井伸之遭受批判作夢做太久、不務正業聲音也不斷出現，從過去被評選為最成功的CEO淪落成最差勁的CEO。2003年12月出井伸之說明網路就像隕石墜落一樣，恐龍因此慘遭滅絕，現在的索尼正有如此的危機存在。當月也發布了期望三年內電子部門盈餘可以達到10%的轉型60改革計劃。
日本索尼董事會2005年3月7日讓外界震撼地任命美國索尼負責人霍華德·斯金格出任會長兼首席執行長，並於2005年6月22日正式經由股東大會通過最終投票，成為索尼史上第一位外籍領導人，而同時出井伸之、安藤國威與久多良木健退出董事會，也意味著索尼的出井伸之時代結束。
2006年创立Quantum Leaps科技咨询公司并担任首席执行官。
2007年6月22日 中国互联网搜索引擎公司百度宣布索尼前董事长出井伸之加入百度董事会，出任独立董事，聘期从2007年6月14日开始生效。
2011年9月28日，联想集团宣布出井伸之加入联想董事会，接任James Coulter，出任非执行董事职务。
2022年6月2日因肝衰竭辭世，享年84歲，索尼集團於同月7日發布死訊。

## 著作
- 觀點 ONとOFF
- 非連續時代

## 外部連結
- 日本首相官邸 出井伸之簡介（页面存档备份，存于）
- 出井伸之的新浪微博